# Aeroporto de Paranaguá
O Aeroporto de Paranaguá - Santos Dumont (IATA: PNG; ICAO: SSPG) é um aeródromo civil público brasileiro, localizado no município litorâneo de Paranaguá, no Paraná.

## Aeroparque
O Aeroparque é um parque esportivo localizado no bairro Aeroporto em Paranaguá, e onde localiza-se o Aeroporto Santos Dumont. Foi inaugurado em 2003 para a prática de esportes e lazer. Possui uma pista com 3500 metros para caminhada e corrida, playgrounds, skatepark, pista de Motocross, aparelhos de musculação, quadra de futebol, vôlei de areia, handebol de areia e streetball. No parque também acontecem aulas de ginástica e piqueniques. É um dos pontos turísticos de Paranaguá.

## Voos comerciais
Em 2019, foi anunciado o retorno dos voos comerciais no aeroporto de Paranaguá, com aeronaves Cessna Grand Caravan da empresa Two Flex, em parceria com a Gol Linhas Aéreas, ligando o município a Curitiba.
As operações fazem parte do Programa Voe Paraná, do governo estadual, que objetiva o aumento de cidades atendidas por linhas aéreas, tendo em contrapartida a redução do ICMS sobre o querosene de aviação.
As empresas que operaram anteriormente foram as extintas Varig, Panair do Brasil e Real Aerovias nas décadas de 1950 a 1980, e a Pantanal Linhas Aéreas, na década de 1990, com aeronaves EMB-120 Brasília, ligando Paranaguá a São Paulo (CGH), Florianópolis e Criciúma.

## Características
- Nome do Aeroporto: Santos Dumont
- Endereço: Av. Bento Munhoz da Rocha Neto, S/N, Aeroporto
- Administração:  Prefeitura Municipal
- Telefone:  (41) 3420-2920
- Dimensões da Pista: 1455x30m[9]
- Altitude: 5m
- Revestimento da Pista: Asfalto
- Opera com Linha Aérea Regular? Sim
- Opera por Instrumentos? Não
- Opera no Período Noturno? Não
- Abastecimento: AVGAS/JET A1
- Designativo das Cabeceiras: 06/24
- Resistência da Pista: 16/F/C/Y/U
- Coordenadas Geográficas: 25º32'26"S/048º31'52"W